# Muye, Chongqing
Muye (kinesiska: 木叶) är en socken i sydvästra Kina. Den ligger i häradet Youyang i storstadsområdet Chongqing,  omkring 240 kilometer öster om det centrala stadsdistriktet Yuzhong. Antalet invånare är 5 275. Befolkningen består av 2 458 kvinnor och 2 817 män. Barn under 15 år utgör 24,0 %, vuxna 15-64 år 58 %, och äldre över 65 år 16,0 %.